# مون مارتین
مون مارتین (انگلیسی: Moon Martin؛ زادهٔ ۳۱ اکتبر ۱۹۴۵ – درگذشته ۱۱ مه ۲۰۲۰) خواننده-ترانه‌سرا، آهنگساز، و خواننده اهل ایالات متحده آمریکا بود.